# Ren Zhengfei
Ren Zhengfei (în chineză: 任正非; pinyin: Rén Zhèngfēi; n. 25 octombrie 1944, Zhenning Buyei and Miao Autonomous County⁠(d), 貴州省⁠(d), Republica Populară Chineză) este un antreprenor și inginer chinez. El este fondatorul și CEO al Huawei, cu sediul în Shenzhen, cel mai mare producător mondial de echipamente de telecomunicații și al doilea producător de smartphone-uri. În februarie 2019, el avea o valoare netă de 1,3 miliarde USD.